# Ordine del servizio distinto (Uzbekistan)
L'Ordine del Servizio Distinto è un'onorificenza dell'Uzbekistan.

## Storia
L'Ordine è stato fondato il 29 agosto 1996.

## Insegne
- L'insegna è una stella a otto punte smaltata di colore rosso rubino. La distanza tra le estremità opposte della stella è di 57 millimetri. Al centro della stella vi è un cerchio, che è raffigura la mappa dell'Uzbekistan smaltata di marrone dorato con il globo per sfondo. Tra le linee interne ed esterne del cerchio, su uno sfondo smaltato di bianco nella parte superiore vi è l'iscrizione è dorata "BUYUK XIZMATLARI UCHUN" alta 3 mm. Tra le righe nella parte inferiore del cerchio sono incrociati dei rami di alloro verde.
- Il nastro è rosso con una fascia verde centrale circondata da due sottili strisce bianche. Alle estremità sono presenti due fasce azzurre.